# Ryan Gosling
Ryan Thomas Gosling (rođen 12. studenog 1980.) kanadski je glumac. Istaknut iu nezavisnom filmu i u velikim studijskim filmovima različitih žanrova, njegovi su filmovi zaradili više od 1,9 milijardi USD na svjetskim kino blagajnama. Dobio je razna priznanja, uključujući nagradu Zlatni globus, te nominacije za dvije nagrade Oscar i nagradu BAFTA.
Rođen i odrastao u Kanadi, postao je poznat s 13 godina kao dječji glumac u Disney Channelovom Mickey Mouse Club (1993. – 1995.), a zatim se pojavljivao u drugim obiteljskim zabavnim programima, uključujući Are You Afraid of the Dark? (1995) i Goosebumps (1996). Njegova prva filmska uloga bila je židovskog neonacista u The Believer (2001.), a slavu je stekao glumeći u romantičnoj drami The Notebook iz 2004. godine.
Gosling je glumio u kritički hvaljenim nezavisnim dramama Half Nelson (2006.), za koju je bio nominiran za Oscara za najboljeg glumca, Lars ima curu (2007.) i Tužna veza (2010.). Glumio je u tri glavne uspješnice 2011., romantičnoj komediji Ta luda ljubav, političkoj drami Martovske ide i akcijskoj drami Drive. Nakon redateljskog debija s Izgubljenom rijekom (2014.), Gosling je glumio u financijskoj satiri Oklada stoljeća (2015.), akcijskoj komediji The Nice Guys (2016.) i romantičnom mjuziklu La La Land (2016.), od kojih je posljednji donio mu je Zlatni globus i drugu nominaciju za Oscara za najboljeg glumca. Daljnje priznanje uslijedilo je sa znanstveno-fantastičnim filmom Blade Runner 2049 (2017.), biografskim filmom First Man (2018.) i komedijom Barbie (2023.).
Goslingov bend, Dead Man's Bones, izdao je svoj istoimeni debi album i bio na turneji po Sjevernoj Americi 2009. On je suvlasnik Tagine, marokanskog restorana u Beverly Hillsu, Kalifornija. Gosling podržava PETA-u, Invisible Children i Enough Project te je putovao u Čad, Ugandu i istočni Kongo kako bi podigao svijest o sukobima u regijama. Gosling je više od desetljeća uključen u napore za promicanje mira u Africi. U vezi je s glumicom Evom Mendes s kojom ima dvije kćeri.

## Filmografija

### Film
| Godina | Film                           | Uloga                | Redatelj             |
| ------ | ------------------------------ | -------------------- | -------------------- |
| 1997   | Frankenstein and Me            | Kenny                |                      |
| 2000   | Remember the Titans            | Alan Bosley          |                      |
| 2001   | The Believer                   | Danny Balint         |                      |
| 2002   | Murder by Numbers              | Richard Haywood      |                      |
| 2002   | The Slaughter Rule             | Roy Chutney          |                      |
| 2003   | The United States of Leland    | Leland P. Fitzgerald |                      |
| 2004   | Bilježnica                     | Noah Calhoun         |                      |
| 2005   | Stay                           | Henry Letham         |                      |
| 2006   | Half Nelson                    | Dan Dunne            |                      |
| 2007   | Fracture                       | Willy Beachum        |                      |
| 2007   | Lars ima curu                  | Lars Lindstrom       | Craig Gillespie      |
| 2010   | Tužna veza                     | Dean Pereira         | Derek Cianfrance     |
| 2010   | Tajne i laži savršenog zločina | David Marks          | Andrew Jarecki       |
| 2010   | ReGeneration                   | naracija             |                      |
| 2011   | Ta luda ljubav                 | Jacob Palmer         | Glenn Ficarra        |
| 2011   | Drive                          | The Driver           |                      |
| 2011   | Martovske ide                  | Stephen Meyers       | George Clooney       |
| 2012   | Grijesi očeva                  | Luke Glanton         | Derek Cianfrance     |
| 2013   | Gangsterski odred              | Sgt. Jerry Wooters   | Ruben Fleischer      |
| 2013   | Only God Forgives              | Julian               | Nicolas Winding Refn |
| 2015   | Oklada stoljeća                | Jared Vennett        | Adam McKay           |
| 2016   | The Nice Guys                  | P.I. Holland March   |                      |
| 2016   | La La Land                     | Sebastian Wilder     |                      |
| 2017   | Song to Song                   | BV                   |                      |
| 2017   | Blade Runner 2049              | K                    |                      |
| 2018   | First Man                      | Neil Armstrong       |                      |
| 2022   | The Gray Man                   | six                  |                      |
| 2023   | Barbie                         | Ken                  | Greta Gerwig         |
| 2024   | The Fall Guy                   | Colt                 |                      |

### Televizija
- The Mickey Mouse Club (1993.- 1995.)
- Are You Afraid of the Dark? (1995.)
- PSI Factor: Chronicles of the Paranormal (1996.)
- Kung Fu: The Legend Continues (1996.)
- Road to Avonlea (1996.)
- Goosebumps (1996.)
- The Adventures of Shirley Holmes (1996.)
- Flash Forward (1996.)
- Ready or Not (1996.)
- Breaker High (1997.- 1998)
- Nothing Too Good for a Cowboy (1998.)
- Young Hercules (1998.- 1999.)
- Hercules: The Legendary Journeys (1998.)
- The Unbelievables (1999.)
- I'm Still Here: Real Diaries of Young People Who Lived During the Holocaust (2005.)
- Saturday Night Live (2015., 2017.)
- My Favorite Shapes by Julio Torres (2019.)

## Vanjske poveznice
- Ryan Gosing u internetskoj bazi filmova IMDb-u